# Édouard Lalo
Édouard Victoire Antoine Lalo (ur. 27 stycznia 1823 w Lille, zm. 22 kwietnia 1892 w Paryżu) – francuski kompozytor.

## Życiorys
Studiował w konserwatorium w Lille. Debiutował jako twórca pieśni, jednak uznanie przyniósł mu dopiero Koncert skrzypcowy op. 20 i Symfonia hiszpańska na skrzypce i orkiestrę. Oba dzieła wykonane były po raz pierwszy przez Pabla Sarasatego w Paryżu.
Oficer Orderu Legii Honorowej (1888).

## Kompozycje

### Utwory sceniczne
- Fiesque, opera
- Le roi d'Ys, opera
- Namouna, balet

### Utwory orkiestrowe
- Rhapsodie norvégienne
- Symfonia hiszpańska
- Symfonia g-moll
- Fantasie norvégienne
- Koncert skrzypcowy
- Koncert wiolonczelowy
- Concerto russe